# Michael P. Murphy

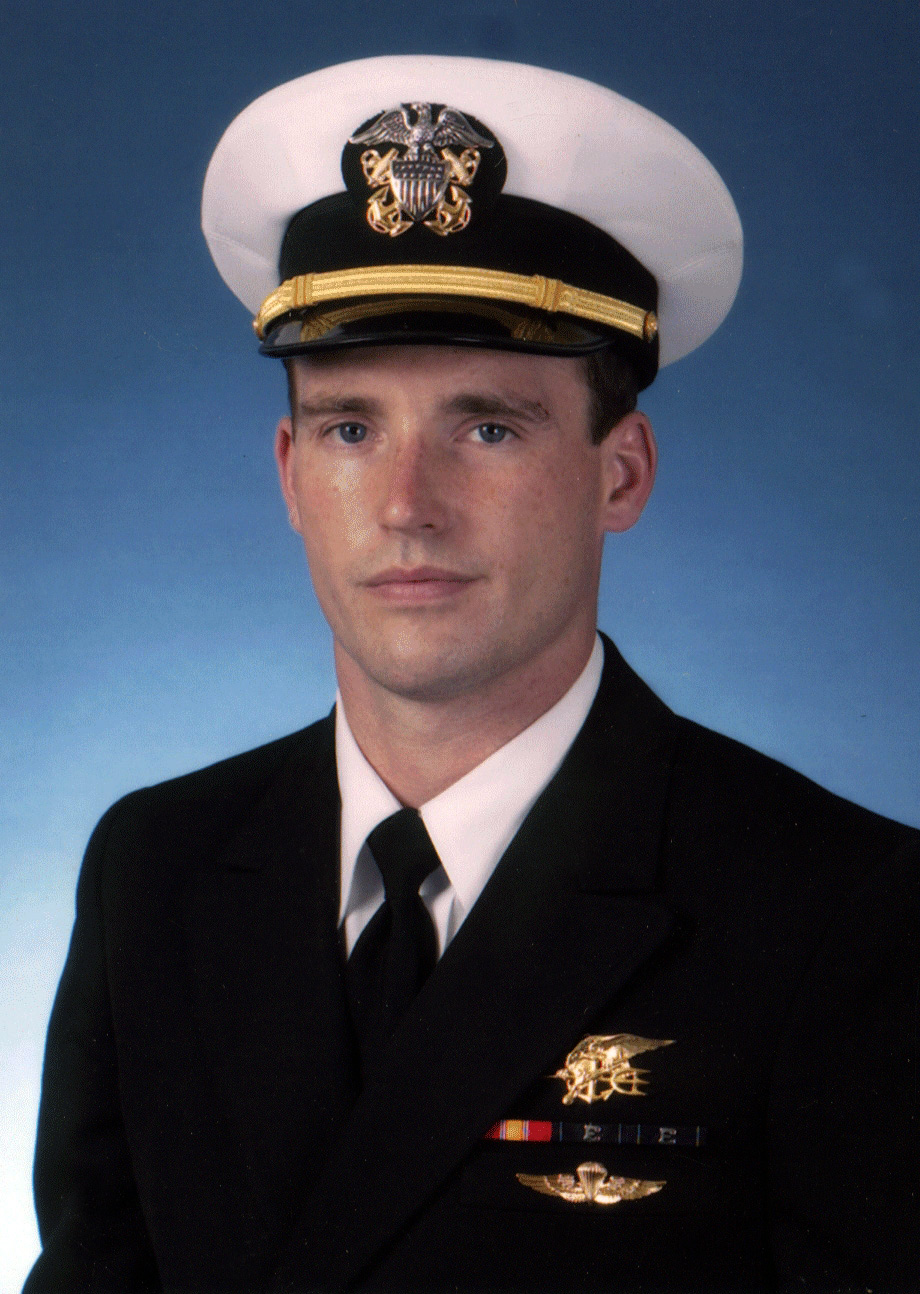
Michael P. Murphy

Michael Patrick Murphy (* 7. Mai 1976 in Smithtown, Long Island, New York; † 28. Juni 2005 östlich von Asadabad, Provinz Kunar, Afghanistan) war ein US-amerikanischer Soldat.
Murphy war Lieutenant der US Navy und diente in der United States Navy Seals Special Delivery Vehicle Team ONE (SDVT-1) in Pearl Harbor. Er wurde für seinen Einsatz während der Operation Red Wings gegen einen hochrangigen Taliban-Führer nahe der Grenze zu Pakistan postum mit der Medal of Honor, der höchsten militärischen Auszeichnung der Vereinigten Staaten von Amerika, ausgezeichnet.

## Leben
Murphy wuchs in Patchogue (New York) auf Long Island auf. Er besuchte bis 1994 die Patchogue-Medford High School und studierte danach Politikwissenschaften und Psychologie an der Pennsylvania State University, die er 1998 abschloss.
Im September 2000 trat er in die Officer Candidate School in Pensacola, Florida, ein und musterte im Dezember 2000 als Ensign NATO-Rangcode OF-D) ((gemäß NATO STANAG Fähnrich / Oberfähnrich und nicht)) Leutnant zur See aus.
Im Januar 2001 begann Murphy mit der Ausbildung zum Navy SEAL in Coronado, Kalifornien. Nach dem Abschluss der Ausbildung wurde er Angehöriger des SEAL Delivery Vehicle Team ONE (SDVT-1) in Pearl Harbor, Hawaii. Nach Einsätzen in Katar und Dschibuti im Rahmen der Operation Iraqi Freedom übernahm Murphy Anfang 2005 als Zugführer das Alpha-Platoon des SEAL Delivery Vehicle Team ONE, wurde mit seiner Einheit nach Afghanistan verlegt und war dort im Rahmen der Operation Enduring Freedom eingesetzt.

## Operation Red Wings

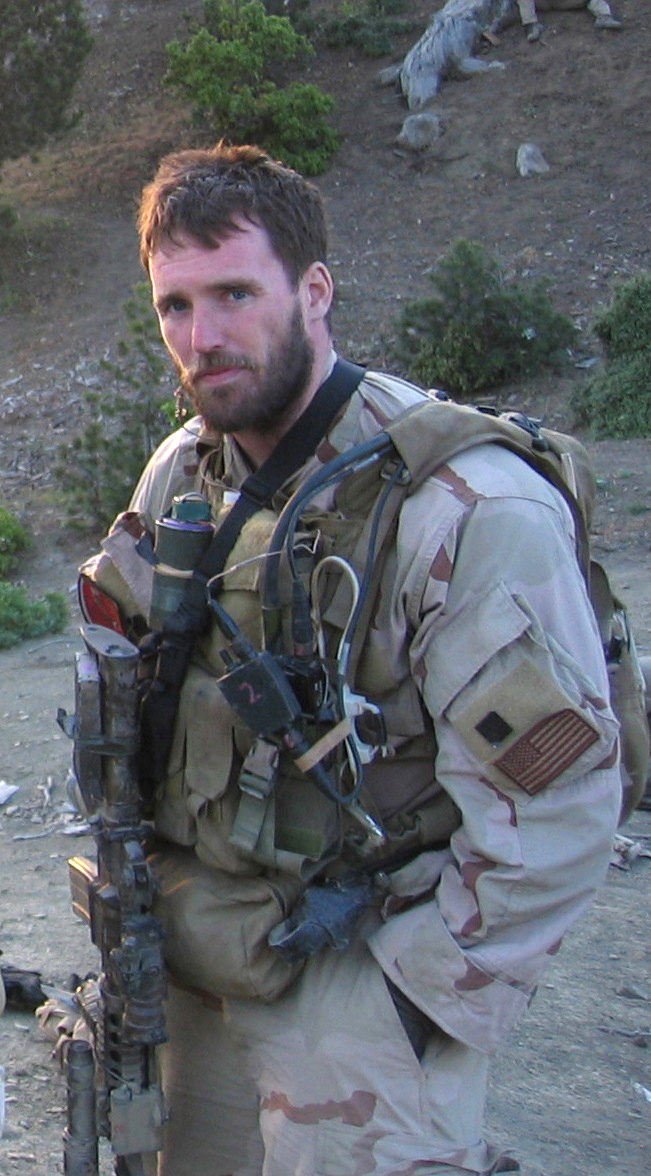
Michael P. Murphy in Afghanistan

Am 28. Juni 2005 führte Lieutenant Murphy einen vierköpfigen Aufklärungstrupp der Navy SEALs, der per Hubschrauber in einer abgelegenen Bergregion östlich von Asadabad abgesetzt wurde, um den Taliban-Führer Ahmad Shah zu lokalisieren. Das Team bestand aus Michael P. Murphy selbst, Sonar Technician 2nd Class (SEAL) Matthew G. Axelson, Gunner’s Mate 2nd Class (SEAL) Danny P. Dietz und Hospital Corpsman 2nd Class (SEAL) Marcus Luttrell.
Kurz nach der Landung stieß die Gruppe auf drei afghanische Hirten. Marcus Luttrell berichtete später in seinem Buch „Lone Survivor“, die Gruppe habe erwogen, diese zufälligen Zeugen zu töten, um von diesen nicht an die in der Region operierenden Taliban verraten zu werden. Da diese jedoch Zivilisten und keine Kombattanten waren, entschied sich Lieutenant Murphy gemäß den damals geltenden Einsatzregeln dafür, die Hirten weiterziehen zu lassen. Die Hirten alarmierten aber tatsächlich die Taliban, die die US-Soldaten angriffen, die sich bereits zurückgezogen hatten, da sie davon ausgingen, enttarnt worden zu sein.
Im folgenden Feuergefecht mit Taliban in unbekannter Anzahl (nach verschiedenen Angaben 10 bis 50 Kämpfer) wurden zunächst alle vier SEALs verwundet. Lieutenant Murphy verließ seine Deckung, um von einem ungeschützten Standpunkt aus über Funk Hilfe anzufordern und wurde dabei tödlich verwundet. Matthew G. Axelson und Danny P. Dietz wurden in dem Gefecht ebenfalls getötet. Marcus Luttrell überlebte schwer verwundet, konnte sich vor den Taliban verbergen und wurde später von Paschtunen gefunden, die diesen in ihr Dorf brachten und dort vor den Taliban versteckten, bis er von US-Truppen in Sicherheit gebracht werden konnte.
Eine hastig improvisierte Rettungsaktion für die SEALs scheiterte und führte zu weiteren Verlusten. Ein MH-47-Chinook-Hubschrauber der Night Stalkers mit acht SEALs und acht Angehörigen der Night Stalkers an Bord wurde von einer Granate aus einer RPG-7 getroffen und stürzte ab, dabei kamen sämtliche 16 Soldaten an Bord ums Leben. In einer kurz darauf folgenden weiteren Suchaktion konnten die Leichen von Murphy, seines Teams und der 16 US-Soldaten geborgen und der schwer verwundete Marcus Luttrell gerettet werden.
Michael P. Murphy wurde am 13. Juli 2005 auf dem Calverton National Cemetery auf Long Island beigesetzt.
Im Film Lone Survivor von 2013 wurde er von Taylor Kitsch dargestellt.

## Ehrungen
- Am 22. Oktober 2007 wurde Murphy posthum die Medal of Honor verliehen.[1]
- Am 7. Mai 2011 (Murphy hätte an diesem Tag seinen 35. Geburtstag gefeiert) wurde der Zerstörer DDG-112 (Arleigh-Burke-Klasse) der US Navy auf den Namen Michael Murphy getauft.[2]
- Außerdem wurden das Lieutenant Michael P. Murphy United States Post Office in Patchogue, New York und der Navy (SEAL) Lt. Michael Murphy Memorial Park am Lake Ronkonkoma in Brookhaven (New York) nach ihm benannt. Murphy war sowohl in Patchogue als auch in Brookhaven aufgewachsen.
- Zu Ehren von Lt. Murphy wurde ein CrossFit-Workout nach ihm benannt. Die Murph Challenge besteht aus einem Lauf über eine Meile, danach 100 Klimmzüge, 200 Liegestütze, 300 Kniebeugen und danach erneut einem Lauf über eine Meile. Das Workout wird mit Gewichts- oder Schutzweste durchgeführt und soll das Lieblings-Workout von Lt. Murphy gewesen sein. Es wird traditionell am Memorial Day zu seinen Ehren absolviert und dient auch als Fundraiser für die Lt. Michael P. Murphy Memorial Scholarship Foundation.[3]